# Thomas Munro, 1. Baronet

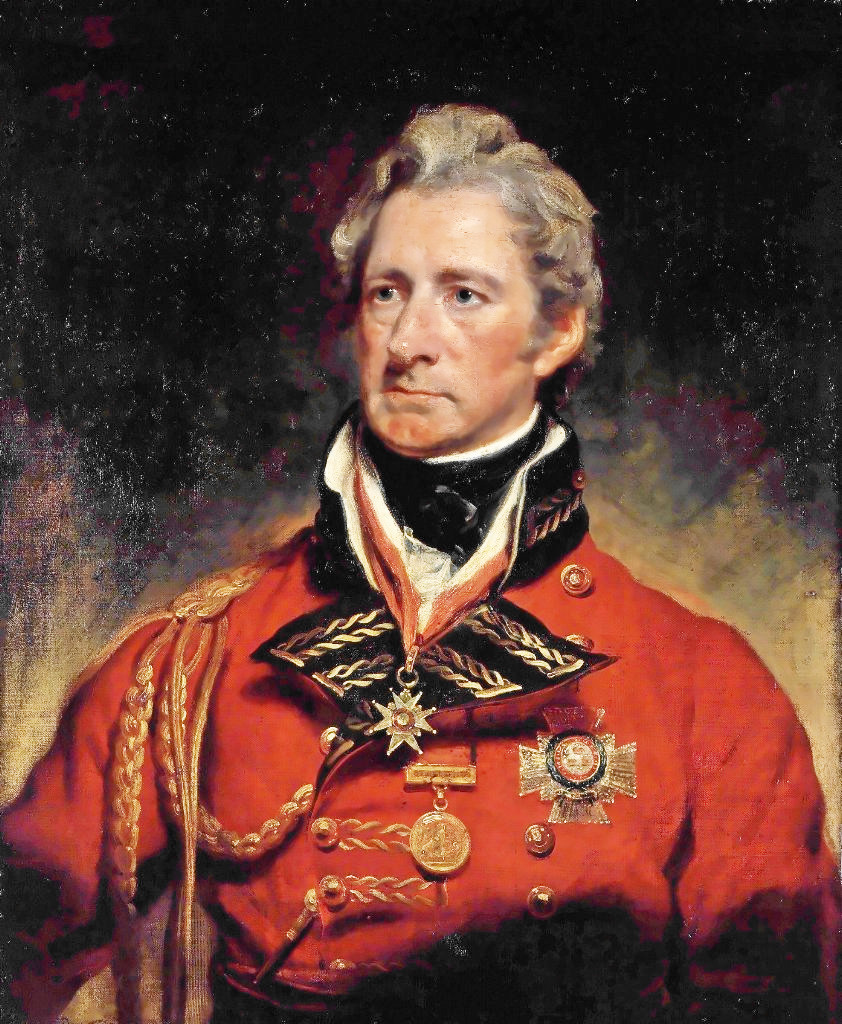
Sir Thomas Munro (1819, Gemälde von Martin Archer Shee)

Sir Thomas Munro, 1. Baronet KCB (* 27. Mai 1761 in Glasgow, Königreich Großbritannien; † 6. Juli 1827 in Pattikonda, Distrikt Ballari, Präsidentschaft Madras) war ein schottischer Offizier und Kolonialbeamter in Diensten der Britischen Ostindien-Kompanie. Er war von 1820 bis 1827 Gouverneur der Präsidentschaft Madras.

## Biografie
Thomas Munro stammte aus bürgerlichen Verhältnissen. Er war das zweite Kind einer Familie mit fünf Söhnen und zwei Töchtern. Sein Vater war ein Handelskaufmann aus Glasgow, der vor allem im Tabakhandel mit der damaligen britischen Kolonie Virginia wohlhabend geworden war. Durch den Amerikanischen Unabhängigkeitskrieg wurde er jedoch wirtschaftlich weitgehend ruiniert. 
Er machte im Kindesalter eine schwere Maserninfektion durch, die zu einer deutlichen dauerhaften Schwerhörigkeit führte. Er besuchte die Grammar School in Glasgow und schrieb sich im damals nicht unüblichen Alter von 13 Jahren an der Universität Glasgow ein, wo er ein Interesse für historische, insbesondere militärhistorische, Literatur entwickelte und sich in seinen Studien 1774 bis 1777 vor allem mit Mathematik, Chemie, politischer Ökonomie und verschiedenen modernen Fremdsprachen (Französisch, Spanisch und Italienisch) beschäftigte.

### In militärischen und zivilen Diensten der Ostindien-Kompanie
Danach begab sich der 18-jährige Munro in die Dienste der Britischen Ostindien-Kompanie und traf am 15. Januar 1780 im südindischen Madras ein, wo er als Kadett der Infanterie in die Madras Army eintrat. Schon wenige Monate später wurde sein Regiment im Zweiten Mysore-Krieg gegen Haidar Ali eingesetzt. Der britische Oberbefehlshaber Eyre Coote wurde aufgrund seiner Leistungen auf ihn aufmerksam und Munro wurde zum Quartiermeister einer Brigade befördert. Im August 1788 wurde er in der Aufklärungsabteilung tätig und diente dort in allen Operationen im Dritten Mysore-Krieg gegen Tipu Sultan unter dem Oberbefehl von Lord Cornwallis, einschließlich bei der Eroberung Bangalores. Nach Ende des Krieges 1792 war Munro für die Reorganisation der Verwaltung des von Mysore an die Kompanie abgetretenen Distrikts Baramahal zuständig. Hier konnte er Erfahrungen in der zivilen Verwaltung und der Steuereintreibung sammeln, die ihm später bei seiner Gouverneurstätigkeit zugutekamen. Nach Ausbruch des Vierten Mysore-Krieges trat er 1799 wieder in den Armeedienst ein und wurde nach Kriegsende einer von zwei Sekretären einer Kommission, die mit der Neuordnung des eroberten Mysore befasst war. Während dieser Tätigkeit begann seine langjährige Freundschaft mit Arthur Wellesley, dem späteren Duke of Wellington und Sieger über Napoleon in der Schlacht bei Waterloo. In den folgenden Jahren war Munro in verantwortlicher Position bei der Reorganisation der neu gewonnenen Gebiete der Kompanie tätig. Er führte ein Steuersystem ein, das unter der Bezeichnung Ryotwari bekannt wurde und nach dem die Bauern ihre Steuern in Abhängigkeit vom bebauten Land zu zahlen hatten. Das neue Steuersystem stieß auf die Opposition verschiedener Funktionäre der Kolonialadministration und wurde kurz nach dem Ende von Munros Verwaltertätigkeit wieder abgeschafft. Letzteres hatte jedoch desaströse Folgen für die Steuereinnahmen und wirtschaftliche Prosperität der Kolonie, so dass acht Jahre später Munros Ryotwari-System wieder eingeführt wurde.
Im Oktober 1807 verließ Munro Indien in Richtung Großbritannien und war dort die nächsten sechs Jahre als Regierungsberater für indische Angelegenheiten tätig. Die von ihm gemachten Vorschläge zur Reform des Systems der Steuererhebung, des Militärwesens, der Rechtspflege und des Polizeiwesens stießen auf breite Zustimmung. Im Juni 1813 verlieh ihm der Prinzregent Georg den Brevet-Rang eines Colonel der British Army. Am 30. März 1814 heiratete er Jane Campbell und kehrte im Herbst 1814 zusammen mit dieser nach Madras zurück, um seine Reformkonzepte umzusetzen. Dies gelang ihm zumindest zum Teil durch Beharrlichkeit gegen lokale Widerstände. 1817 brach der Dritte Marathenkrieg aus und Munro wurde im Rang eines Brigadier-Generals wieder in den militärischen Dienst reaktiviert und später zum Major-General befördert. Bei dem Feldzug gegen Maratha war er trotz nur kleiner ihm zur Verfügung stehender Kräfte außerordentlich erfolgreich. Nach Kriegsende begab er sich wieder nach England. Im Oktober 1818 wurde er als Companion des Bathordens (CB) ausgezeichnet und am 26. November 1819 als Knight Commander des Bathordens (KCB) geadelt. Wenig später erhielt er die Ernennung zum Gouverneur der Präsidentschaft Madras als Nachfolger von Hugh Elliot und schiffte sich gegen Jahresende 1819 wieder Richtung Indien ein.

### Gouverneur von Madras
Munro trat sein Amt als Gouverneur von Madras am 10. Juni 1820 an. Seine anschließende siebenjährige Amtsführung als Gouverneur wurde von späteren Biografen lobend beschrieben. Munro sei eine zwar direkt auftretende Persönlichkeit gewesen, habe aber die Regierung in Harmonie mit dem Rat der Präsidentschaft geführt. Während seiner Amtszeit reiste er viel durch die Territorien der Präsidentschaft, um sich vor Ort selbst ein Bild zu machen. Dabei kamen ihm seine gesammelten Erfahrungen und seine Kenntnisse südindischer Sprachen zugute. Munro zeigte sich tolerant gegenüber einheimischen Gepflogenheiten und sprach sich dafür aus, die Administration stärker als bisher in die Hände ausgebildeter lokaler indischer Fachkräfte zu legen. Alles in allem blieb er in seinen Auffassungen jedoch ganz ein britischer Kolonialist, der zuvörderst das Interesse Großbritanniens zu wahren suchte. Die Einführung der Pressefreiheit lehnte er ab und sprach sich wiederholt dafür aus, das Herrschaftsgebiet der Kompanie in Indien in imperialistischer Manier auf Kosten einheimischer Herrscher möglichst immer weiter auszudehnen. Ein später häufig zitierter Ausspruch verdeutlichte seine Einstellung zum absoluten britischen Herrschaftsanspruch über die einheimische Bevölkerung: The tenure with which we hold our power never has been and never can be the liberties of the people (Grundlage unserer Macht war niemals und kann niemals die Freiheit der [indischen] Bevölkerung sein).
Während Munros Amtszeit als Gouverneur ereignete sich 1824 bis 1826 der Erste Anglo-Birmanische Krieg, an dem Munro zwar nicht aktiv im militärischen Dienst teilnahm, jedoch dem Generalgouverneur der Kompanie, Lord Amherst beratend zur Seite stand. Am 26. August 1825 wurde Munro der erbliche Adelstitel eines Baronet, of Lindertis in the County of Forfar, verliehen.

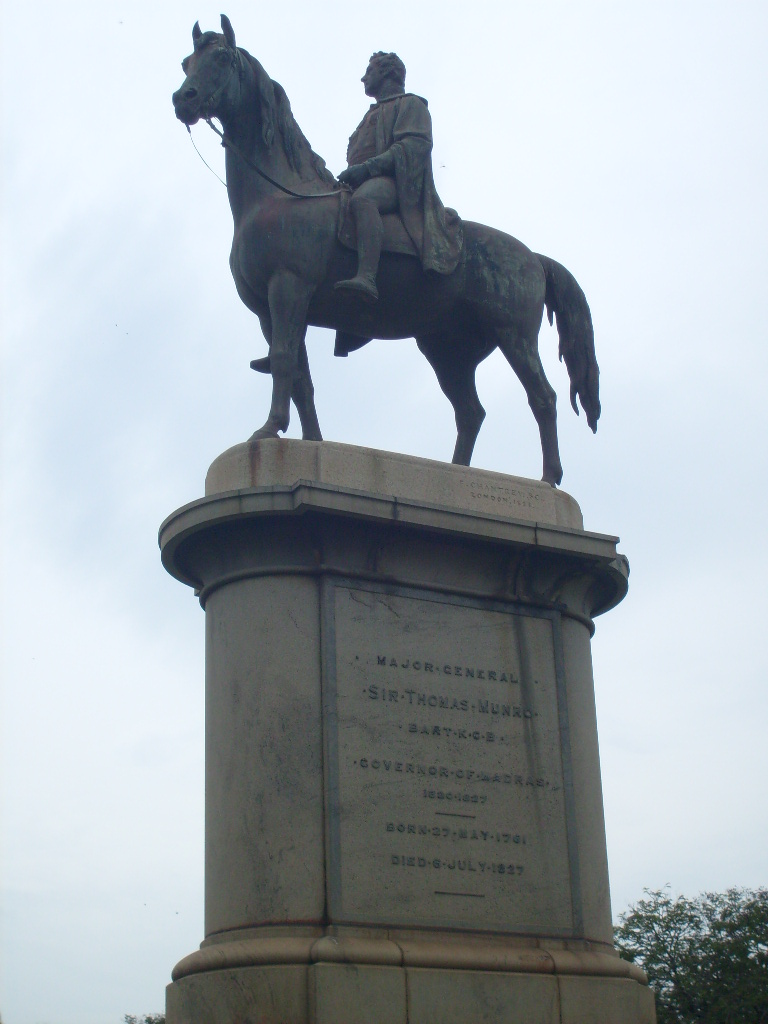
Reiterstandbild Munros von Francis Leggatt Chantrey im heutigen Chennai

Munro erkrankte und starb 66-jährig zum Ende seiner Amtszeit auf einer Abschiedsreise durch die neu hinzugewonnenen Distrikte an der Cholera. Er wurde zunächst im nahen Gooty beerdigt. Später wurden seine sterblichen Überreste in die St. Mary's Church in Fort St. George überführt. Ihm zu Ehren wurde 1839 an der Straße von Fort St. George zum Government House (heute Raj Bhavan in Chennai) ein Reiterstandbild errichtet. Aus seiner Ehe hinterließ er zwei Söhne, Sir Thomas Munro, 2. Baronet (1819–1901), und Sir Campbell Munro, 3. Baronet (1823–1913).

## Streit um das Reiterstandbild Munros in Chennai
Nach der Unabhängigkeit Indiens 1947 gab es immer wieder aufkommende Diskussionen, wie mit den kolonialen Relikten umzugehen sei. Beispielsweise wurden viele Ortsnamen aus der britischen Kolonialzeit geändert und erhielten indische Namen, so auch die Stadt Madras, die sich 1996 in Chennai umnannte. Auch um das Reiterstandbild Munros gab es Diskussionen. Am 21. Juni 2010 forderte der regionale BJP-Präsident, die Statue Munros durch eine Statue Rajarajas I. zu ersetzen. Die Diskussionen um die Statue dauern bis heute an.